# Ataque de complejidad algorítmica
Un ataque de complejidad algorítmico es una forma de ataque informático que explota casos conocidos en donde un algoritmo utilizado en un software exhibirá un comportamiento de peor caso. Este tipo de ataque puede emplearse para conseguir una denegación de servicio.

## Ejemplos
- Mil millones de risas
- ReDoS
- Bomba zip

## Lectura adicional
- M. D. McIlroy (1999). «A Killer Adversary for Quicksort». Archivado desde el original el 16 de junio de 2010. Consultado el 16 de junio de 2010.
- Scott A Crosby; Dan S Wallach (2003). «Denial of Service via Algorithmic Complexity Attacks». Archivado desde el original el 2 de febrero de 2007. Consultado el 16 de junio de 2010.

- Datos: Q4724361